# Mageina Tovah
Mageina Tovah (Honolulu, 26 luglio 1979) è un'attrice statunitense.

## Biografia
Nata alle Hawaii, la sua famiglia si è poi trasferita a Clarksville, in Tennessee, e quindi a Nashville, dove si è diplomata al Martin Luther King Junior Magnet High School e in seguito si è laureata al California Institute of the Arts.
Ha preso parte a molte serie televisive degli anni Duemila: il ruolo probabilmente più noto è quello di Glynis Figliola in Joan of Arcadia (23 episodi dal 2003 al 2005).
Sul grande schermo è da segnalare la partecipazione nel ruolo di Ursula Ditkovich nel secondo e terzo film della saga di Sam Raimi di Spider-Man.

## Filmografia parziale

### Cinema
- Dark Heart
- Failure to Launch
- Bickford Shmeckler's Cool Ideas
- Spider-Man 2, regia di Sam Raimi (2004)
- Spider-Man 3, regia di Sam Raimi (2007)
- The Factory - Lotta contro il tempo (The Factory), regia di Morgan O'Neill (2012)

### Televisione
- The Guardian (2001)
- Buffy l'ammazzavampiri (Buffy the Vampire Slayer) (2001)
- NYPD - New York Police Department (NYPD Blue) (2002)
- Six Feet Under (2003)
- Joan of Arcadia 23 episodi (2003-2005)
- Crossing Jordan (2005)
- Private Practice
- Cold Case - Delitti irrisolti (Cold Case) – serie TV, episodio 3x23 (2006)
- The Shield (2004-2008)
- Lie to me (2009)
- Shameless (2011)
- The Mentalist (2011)
- American Horror Story (2011)
- Le regole del delitto perfetto (2015)
- The Magicians (2015-2020)
- Castle – serie TV, episodio 8x14 (2016)

## Doppiatrici italiane
Nelle versioni in italiano delle opere in cui ha recitato, Mageina Tovah è stata doppiata da:
- Giovanna Martinuzzi in Spider-Man 2, Spider-Man 3
- Benedetta Degli Innocenti in CSI:NY, Le regole del delitto perfetto
- Federica De Bortoli in The Shield (ep. 3x03)
- Eleonora Reti in The Shield (ep. 7x07)
- Domitilla D'Amico in Cold Case - Delitti irrisolti
- Cinzia Villari in Private Practice
- Laura Facchin in The Mentalist
- Guendalina Ward in American Horror Story
- Daniela Abbruzzese ne Il risolutore
- Esther Ruggiero in Scandal
- Alessandra Bellini in Castle